# Майнфранкские диалекты
Майнфранкские диалекты (нем. Mainfränkisch) — группа восточнофранкских диалектов немецкого языка, распространённая в землях Бавария (Нижняя, Средняя и Верхняя Франкония), Баден-Вюртемберг (Майн-Таубер), Тюрингия (Шмалькальден-Майнинген, Хильдбургхаузен, Зоннеберг, Зуль) и Гессен. Диалекты этой группы широкой полосой проходят вдоль линии Гермерсгеймера, которая делит франкские диалекты юга по признаку Pund/Pfund. Первый признак характерен для рейнско-франкских диалектов, второй — для южнофранкских и собственно майнфранкских.

## Границы
На севере языковая граница может быть проведена в по Зальцбогену и Реннштайгу. На востоке, юге и западе границы диалекта приблизительно совпадают со средневековыми границами епископств Бамберг и Вюрцбург. На востоке и юго-востоке языковая граница называется бамбергским барьером.

## Классификация
В составе майнфранкских диалектов выделяют:
- Таубергрюндский диалект (Taubergründisch)
- Рёнский диалект (Rhöner Platt)
- Унтерфранкский диалект (Unterfränkisch)
- Грабфельдский диалект (Grabfeldisch)
- Геннебергский диалект (Hennebergisch)
- Ицгрюндский диалект (Itzgründisch)
- Бамбергский диалект (Bambergisch)